# Meraw Kohen
Meraw Kohen (hebr.: מירב כהן, ang.: Meirav Cohen, ur. 26 sierpnia 1983 w Jerozolimie) – izraelska dziennikarka i polityk, od 2020 minister ds. równości społecznej, od 2019 poseł do Knesetu.

## Życiorys
Urodziła się 26 sierpnia 1983 w Jerozolimie.
Służbę wojskową odbywała w wojskowym radiu jako reporter, producent i redaktor. Ukończyła z wyróżnieniem studia z ekonomii i z administracji w biznesie (B.A.) na Uniwersytecie Hebrajskim. Na tej samej uczelni uzyskała MBA specjalizując się w strategii, przedsiębiorczości i planowanie urbanistycznym.
W wyborach parlamentarnych w kwietniu 2019 po raz pierwszy dostała się do izraelskiego parlamentu z koalicyjnej listy Niebiesko-Biali. W XXI Knesecie zasiadała w komisji specjalnej ds. ustawy o upadłości.
Od maja 2020 do stycznia 2021 była ministrem ds. równości społecznej w rządzie Izraela. W styczniu 2021 zmieniła przynależność partyjną, przechodząc do partii Jest Przyszłość, a w czerwcu 2021 z ramienia tej partii ponownie objęła stanowisko ministra ds. równości społecznej w rządzie Izraela.